# قضية ديوك لاكروس

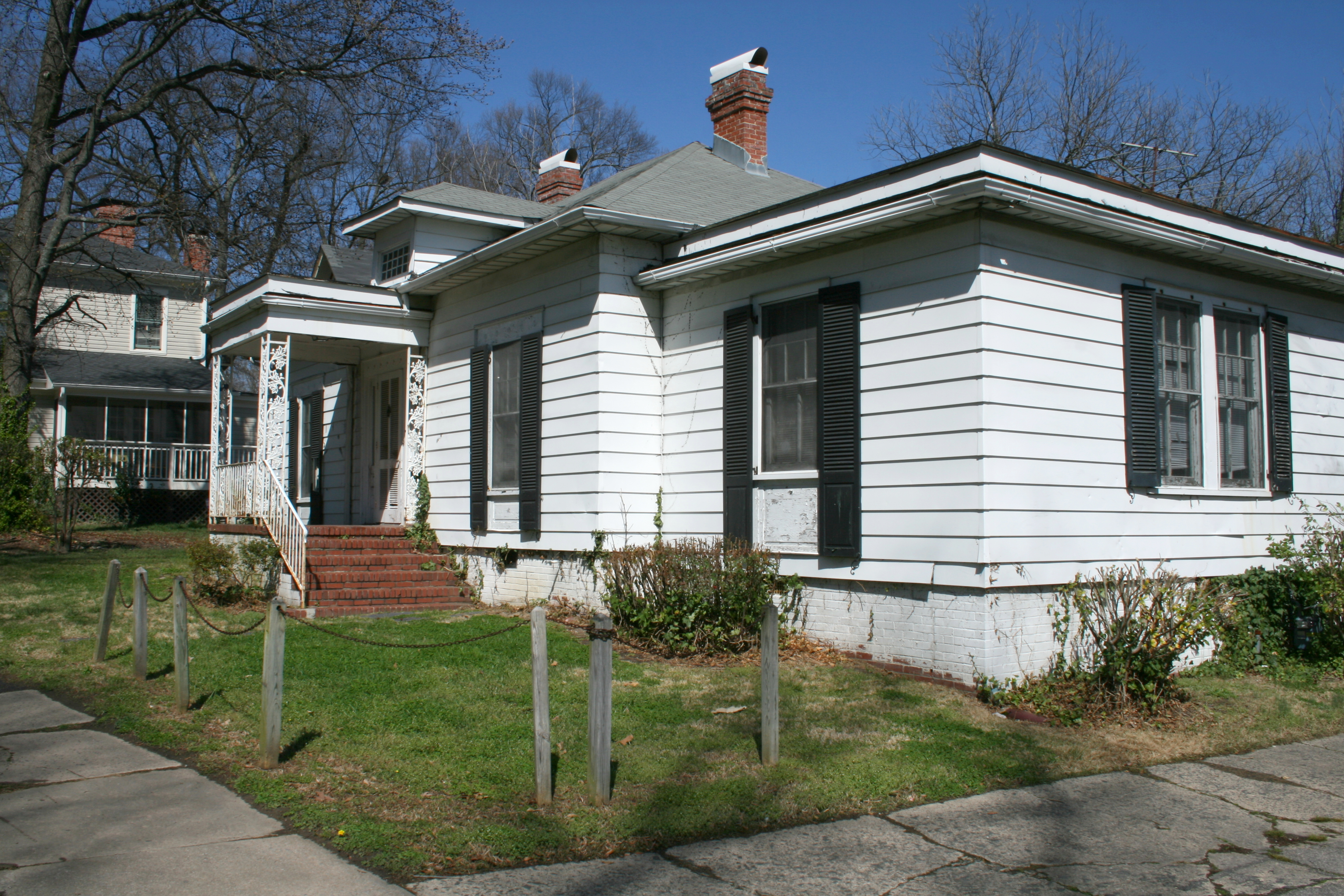
المنزل الذي وقعت فيه عملية الاغتصاب المزعومة (تم هدمه في يوليو 2010).

قضية ديوك لاكروس هي قضية جنائية وقعت عام 2006 واتهم فيها ثلاثة أعضاء من فريق لاكروس الرجال في جامعة ديوك زورا بالاغتصاب. أثارت القضية ردود متباينة من وسائل الإعلام وهيئات التدريس والطلاب والمجتمع. أثار قرار القضية عدة نقاشات حول مسائل مثل العنصرية وتحيز وسائل الإعلام والإجراءات القانونية الواجب اتخاذها في الجامعات، وأدت في النهاية إلى استقالة مايك نيفونغ، المدعي العام لمقاطعة دورهام، وشطبه من نقابة المحاماة.
بدأت القضية في مارس 2006، وذلك عندما قامت المدعية كريستال غيل ماغنوم، وهي طالبة سوداء في جامعة كارولينا الشمالية الوسطى  وكانت تعمل كراقصة تعري  وفتاة مرافقة، وباتهام ثلاثة طلاب بيض من جامعة ديوك باغتصابها، وجميعهم أعضاء فريق لاكروس الرجال المسمى ديوك بلو ديفلز. وقعت حادثة الاغتصاب المزعومة في حفل أقيم في منزل اثنين من قادة الفريق في دورهام في 13 مارس 2006. شارك العديدون في القضية سواء بالمشاركة الفعلية أو التعليق، ورأى الكثيرون، بمن فيهم المدعى العام نيفونغ، أن الاغتصاب كان بدافع الكراهية.
وردا على هذه المزاعم، قررت إدارة جامعة ديوك تعليق جدول فريق لاكروس لمباراتين في 28 مارس 2006. وفي الأسبوع التالي، يوم 5 أبريل، أجبر مدرب الفريق مايك بريسلر على الاستقالة تحت تهديد المدير الرياضي جو أليفا، قبل أن يلغي رئيس الجامعة، ريتشارد برودهيد، ما تبقى من مباريات الفريق في موسم 2006.
بعد أكثر من سنة، في 11 أبريل 2007، أسقط روي كوبر، النائب العام لولاية كارولينا الشمالية، جميع التهم وأعلن أن لاعبي لاكروس الثلاثة أبرياء. وقال كوبر أن اللاعبين - وأسماؤهم ريد سيليغمان، كولين فينيرتي، ديفيد ايفانز - كانوا ضحايا «الاستعجال بالاتهام». كما قام كوبر بوصف نيفونغ «بالمدعي العام المارق»، وانسحب الأخير من القضية في يناير 2007 بعد قدمت هيئة المحامين في ولاية كارولينا الشمالية برفع دعاوى ضده لانتهاكه أخلاق العمل. تم شطب نيفونغ من نقابة المحامين في يونيو 2007 بسبب «خيانة الأمانة والاحتيال والخداع والتضليل»، ليكون أول مدعي عام يشطب من النقابة في الولاية بسبب الإجراءات القضائية. قضى نيفونغ يوما واحدا في السجن بتهمة الكذب حول مشاركة اختبارات الحمض النووي (ازدراء جنائي)؛ وقال مدير المختبر أن الأمر كان مجرد سوء فهم وزعم نيفونغ أن ضعف الذاكرة هو السبب. لم تواجه كريستال ماغنوم أي تهم عن الاتهامات الباطلة التي أقامتها، كما رفض كوبر أن يقاضيها.
وأشار كوبر إلى عدة تناقضات بين سجل ماغنوم عن تلك الليلة ودليل غياب سيليغمان وفينيرتي عن مكان الجريمة. كما انتقد قسم شرطة دورهام الذي انتهك سياساته الخاصة وسمح لنيفونغ بأن يكون المحقق الرئيسي؛ وكذلك استخدام طريقة عرض صور المشتبه بهم أمام ماغنوم؛ وكذلك الاستمرار بالقضية رغم الخلافات الواسعة في مذكرات المحقق بنجامين هايمان والرقيب مارك غوتليب؛ وتوزيع ملصق يفترض أن المشتبه بهم مذنبون بعد إصدار التهم بوقت قصير. وفي عام 2007، سعى الطلاب الثلاثة لإقامة دعوى تعويض غير محددة القيمة، ودعوا لإصلاحات جديدة في قوانين العدالة الجنائية وذلك في دعوى قضائية اتحادية ضد مدينة دورهام.